# Miguel Ángel Estrella
Pour les articles homonymes, voir Estrella.
Miguel Ángel Estrella est un pianiste classique franco-argentin né le 4 juillet 1940 à San Miguel de Tucumán (Argentine) et mort le 7 avril 2022 à Ivry-sur-Seine.

## Biographie

### Origines et études
Miguel Ángel Estrella est issu d’un milieu modeste : son père est le fils de paysans libanais émigrés en Bolivie, sa mère est une criolla argentine avec des ascendances amérindiennes métissées.
Il apprend le piano à l'âge de 12 ans et entre au conservatoire de Buenos Aires à 18 ans.
Avec son épouse Martha, Miguel Ángel Estrella joue dans les bidonvilles pour faire découvrir la musique classique aux plus pauvres, ce qui les fait considérer comme « communistes » par le pouvoir en place.
Il obtient une bourse qui lui permet d'étudier à Londres puis à partir de 1964, à Paris, où il est l’élève de Nadia Boulanger et de Marguerite Long.

### Emprisonnement
Miguel Ángel Estrella fuit en 1976 la répression de la dictature militaire argentine qui le recherche sous prétexte de son appartenance à l’organisation Montoneros, alors qu'en réalité il n'y a jamais participé (il est péroniste en fait). En 1977, il revient en Argentine, il est arrêté et détenu en Uruguay à Montevideo, où il subit des tortures qui abîment ses mains. Au cours de sa détention, il continue à jouer dans sa cellule avec un clavier muet. Il est libéré en 1980 à la suite des efforts d'Yves Haguenauer auquel se sont associés de nombreux artistes (en particulier Nadia Boulanger, Yehudi Menuhin et Henri Dutilleux). Il se réfugie alors en France.

### Défenseur des Droits de l’Homme
En 1982, Miguel Angel Estrella reprend ses concerts et fonde la Musique Espérance dont la vocation est de « mettre la musique au service de la communauté humaine et de la dignité de chaque personne ; de défendre les droits artistiques des musiciens — en particulier des jeunes — et de travailler à construire la paix ». À partir de 1992, Musique Espérance devient une ONG reconnue par l’UNESCO.
Daniel Balavoine lui dédie sa chanson Frappe avec ta tête en 1983 tandis que Michel Berger destine plus largement sa chanson Diego libre dans sa tête aux opposants politiques emprisonnés par des états despotiques, mais le prénom « Diego », associé à la tonalité de la chanson, fait plus particulièrement penser à un prisonnier d’un pays d’Amérique du Sud.
Il obtient la nationalité française en 1985 et est fait chevalier de la Légion d’honneur la même année.
Miguel Ángel Estrella meurt le 7 avril 2022 à l'âge de 81 ans.

## Distinctions

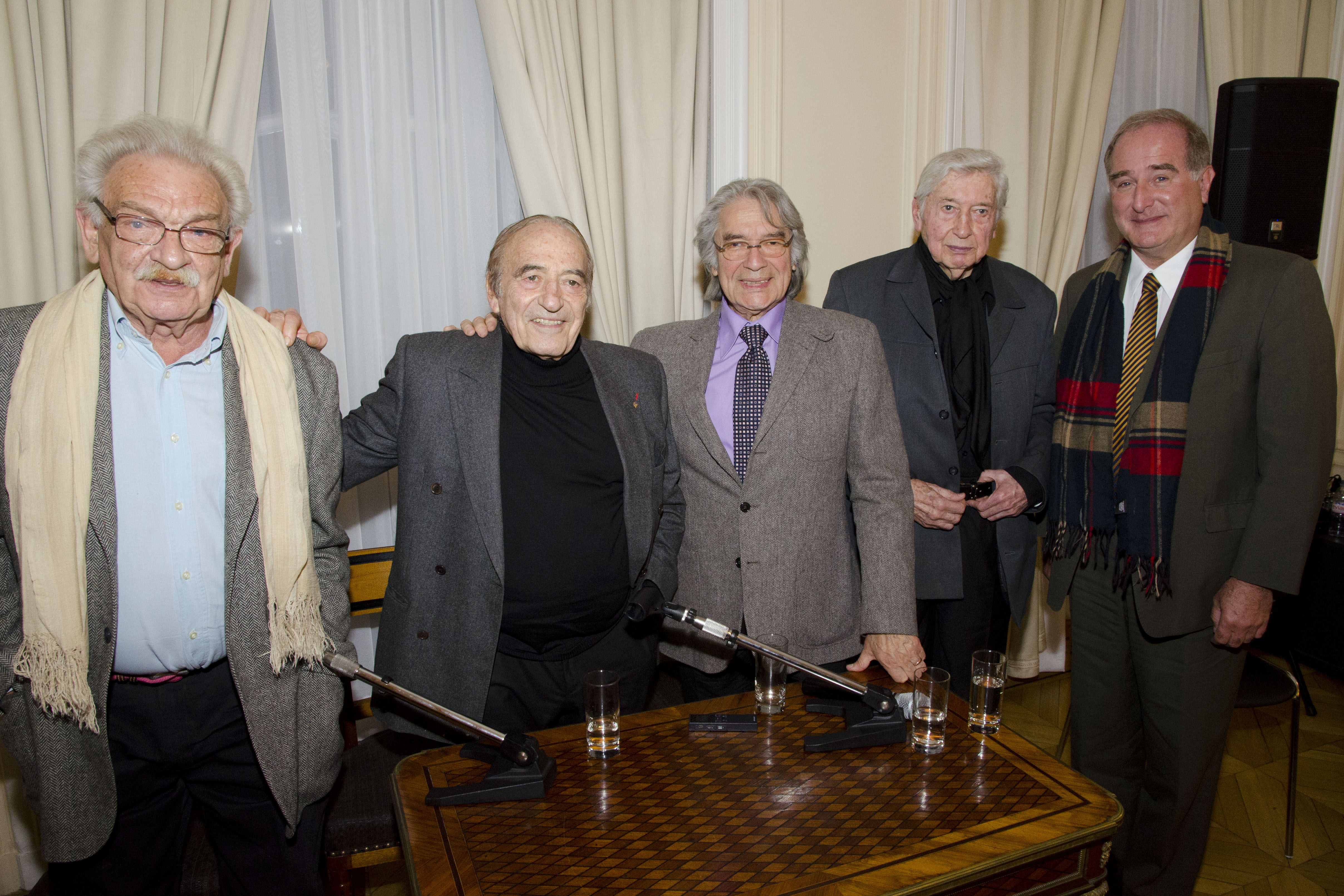
De gauche à droite : le peintre Antonio Seguí, Miguel Angel Estrella, le musicien Raúl Barboza, le sculpteur Julio Le Parc et le compositeur José Luis Castiñeira de Dios au Salon du livre de Paris en 2014.

- 1985 : chevalier de la Légion d’honneur.
- 2003 : ambassadeur d’Argentine à l’UNESCO.
- 2005 : doctorat honoris causa de l'Université Paris-VIII-Vincennes-Saint-Denis[8].

- 2009 : membre du jury du Tribunal Russell sur la Palestine dont les travaux ont commencé le 4 mars de la même année.
- membre du Comité du refus de la misère du 17 octobre avec ATD Quart monde.
- 2013 : distinction d’honneur du Sénat argentin pour l’ensemble de sa carrière et sa défense des droits humains[9].
- 2014 : prix Danielle-Mitterrand de la fondation France Libertés[10].
- 2020 : directeur de la Maison de l'Argentine de la Cité internationale universitaire de Paris.